# 明智町立明智小学校横通分校
明智町立明智小学校横通分校（あけちちょうりつ　あけちしょうがっこう　よこどおりぶんこう）は、かつて岐阜県恵那郡明智町（現・恵那市）に存在した公立小学校の分校。

## 概要
- 明智小学校の分校であり、校区は明智町横通（旧・三濃村大字横通）であった。1963年廃校。
- 元は旧・三濃村の三濃村立三濃小学校[注釈 2]の分校であった。三濃村の分割により、明智小学校の分校となった。

## 沿革
- 1873年（明治6年） - 安主村に克巳学校が開校。
- 1875年（明治8年） - 才坂村、土助村、安主村、颪村、柏尾村、岩竹村が合併し、横通村が発足。
- 1876年（明治9年） - 横通小学校に改称する。
- 1886年（明治19年） - 横通簡易科小学校に改称する。
- 1989年（明治22年）7月1日 - 野原村、浅谷村、横通村が合併し、三濃村が発足。
- 1908年（明治41年） - 三濃尋常小学校横通分教場となる。
- 1941年（昭和16年）4月1日 - 三濃国民学校横通分教場に改称する。
- 1947年（昭和22年）4月1日 - 三濃村立三濃小学校横通分校に改称する。
- 1955年（昭和30年）4月1日 -
  - 三濃村の大部分（野原・浅谷）が愛知県東加茂郡旭村に編入される。
  - 三濃村の一部（横通）が明智町に編入される。三濃小学校横通分校は明智町立明智小学校横通分校となる。
- 1963年（昭和38年）3月 - 廃止。